# 이주인 스마
이쥬인 스마(일본어: 伊集院 須磨 いじゅういん すま[*], 분세이 4년 (1821년) - 메이지 3년 3월 24일 (1870년 4월 24일))는 사츠마번 번주 시마즈 나리아키라의 측실이다. 출신은 알려지지 않았지만, 양아버지는 사츠마번 번사 이쥬인 카네키요이다. 이름은 須満,寿満라고도 쓰기도 한다.
일찍부터 나리아키라에게 출사하여 봉공하였다고 한다. 나리아키라의 총애를 받아, 아츠노스케, 토라쥬마루, 테루히메, 노리히메, 이즈히메 등 2남 3녀를 낳았다. 또, 아츠히메의 친자 공작 때 막부에 아츠히메의 친모로 신고 된 여성이다. 나리아키라의 유언에 따라, 3장의 나리아키라 초상 사진 중 한 장이 <시녀 스마>인 이쥬인 스마에게 전해졌다.
만년에는 딸 테루히메가 난산으로 젊은 나이에 사망하는 등, 불행하기도 했다. 테루히메가 죽고 난 지 1년 후, 뒤를 따르 듯 향년 50세의 나이로 사망했다. 신호(神号)는 「和霊徳壽姫命」이고, 묘소는 나리아키라의 무덤이 있는 후쿠쇼지 터가 아니라 테루히메나 그녀의 남편 시마즈 타다요시의 묘가 안장된 츠네안봉에 묻혔다.